# 南京北站 (建设中)
南京北站是中华人民共和国江苏省南京市浦口区花旗营的综合性交通枢纽，位于原东部战区陆军工程兵舟桥旅地块内，集铁路、公路、城市轨道交通、公共交通为一体，已于2024年9月开工建设，并将于2027年随北沿江高铁完工。
未来，南京北站将连通沪渝蓉高速铁路、宁淮城际铁路、宁滁蚌城际铁路、宁宣黄城际铁路、宁启铁路、京沪铁路等铁路，衔接上元门过江通道和南京长江大桥。地铁3号线、4号线、15号线、18号线、S4号线将在南京北站实现换乘。

## 历史
- 2018年年初，开始站房规划等前期准备工作，最初选址为林场站西[7]。
- 2018年8月，由于原车站选址附近驻有解放军东部战区陆军工程兵舟桥旅部队，使得拆迁难度剧增，当地政府部门决定将车站选址北移至舟桥旅地块内[8]。2019年3月1日，南京市与东部战区陆军签署了迁建协议，舟桥旅部队实施搬迁[9]。
- 2020年高铁南京北站综合枢纽建设项目将获得国家开发银行总行的中长期授信支持，贷款金额127亿，截至2020年5月，项目周边相关迁建工作也取得突破性进展。[10]
- 2020年12月28日，铁路南京北站枢纽配套工程正式开工。[11]
- 2023年2月，《南京北站综合交通枢纽集疏运体系规划》获南京市人民政府批复[3]。同年年中，舟桥旅部队移防至江宁区[12][13]。

## 车站结构

### 站房
根据设计方案，南京北站站房面积27万平方米，其中候车厅16.32万平米。站房以梅花为意向，形成“金陵花开”的建筑造型。

### 站场
根据《南京北站综合交通枢纽集疏运体系规划》，南京北站为高架站，分为沿江高铁、宁淮—宁蚌城际和普速三个站场：
- 北站场为沿江高铁站场，5站台9线，供沪渝蓉沿江高铁的列车停靠；
- 中站场为宁淮—宁蚌城际站场，6站台12线，供宁淮城际铁路、宁滁蚌城际铁路的列车停靠；
- 南站场为普速站场，5站台9线，供京沪铁路、宁启铁路的列车停靠。

## 接驳交通

### 地铁
南京北站将是南京地铁3号线、4号线、15号线、18号线、S4号线的换乘车站。

### 公路
公路布局“一横两纵”的H型快速路骨架，即北站快速路、西侧纵向快速通道（宁连高速公路集散道和纬三路西延）、东侧纵向快速通道（浦六路）。北站快速路将连通东西两侧的快速通道。其它道路包括朱家山河路、站南一路、站南二路、站东路和站西路。